# Sayid Jarrah
Sayid Jarrah är en rollfigur i den amerikanska TV-serien Lost, spelad av Naveen Andrews.

## Före ön
Sayid är son till en irakisk krigshjälte från kriget mellan Iran och Irak, och Sayid själv tjänstgjorde som kommunikationsofficer i Iraks republikanska garde. Under Gulfkriget erövrades Sayids bas av amerikanerna. Eftersom han var den enda irakier i sin trupp som kunde tala engelska tvingades han förhöra sin överordnade officer om en försvunnen amerikansk pilot. En av de amerikanska kidnapparna, Kelvin Inman, gav Sayid en låda med verktyg som han kunde använda som tortyrredskap för att få fram information om den saknade piloten. En annan av hans kidnappare var Kates far, Sam Austen, som visar Sayid en bild av en ung Kate. I slutet av Gulfkriget, när amerikanerna skulle åka hem till USA, släpptes Sayid tillbaka in i republikanska gardet.
Inman sade till honom att han nu hade en värdefull förmåga att kunna få fram information, men Sayid svor att han aldrig skulle utföra tortyr igen. Han kom dock senare, av okända omständigheter, att bli en professionell torterare. Vid ett tillfälle fick han som uppgift att förhöra sin barndomsvän Nadia. Sayid förälskade sig i henne och valde att inte tortera henne. När han fick veta att Nadia skulle bli avrättad hjälpte han henne att fly.
En tid senare lämnade Sayid det republikanska gardet för att spåra upp Nadia. Under en resa till England plockades Sayid in av ASIS och CIA. De gav Sayid ett erbjudande: om han kan infiltrerade en terroristgrupp i Sydney, vars medlemmar misstänktes ha stulit C-4 skulle de att tala om för honom var Nadia befinner sig.
Sayid accepterade erbjudandet och åkte till Australien, där han mötte sin gamla rumskamrat från Kairo universitet, Essam. Sayid övertalade Essam att bli en självmordsbombare för att få tag på de stulna sprängämnena, men erkände i sista stund för Essam att han samarbetade med CIA och försökte få sin vän att rymma. När Essam insåg att Sayid lurat honom för att vinna en kvinnas hand tog han livet av sig. Sayid gavs biljetter till Los Angeles med ett flyg som avgick samma dag, men han insisterade på att få ge Essam en ordentlig muslimsk begravning, och bad om att få en biljett till flyget under nästa dag i stället.

## På ön
Sayid lagade transceivern som hämtats från Flight 815s förarkabin, och leder en grupp in i djungeln för att sända ut en nödsignal. Men i stället för att kunna sända en signal får han höra ett repeterande meddelande som spelats in av Danielle 16 år tidigare.
När Shannon drabbas av en svår astmaattack, genomför Sayid ett brutalt förhör med Sawyer i ett försök att återvinna Shannons medicin. Efter att ha brutit sitt löfte om att aldrig använda tortyr igen lämnar Sayid stranden för att utforska ön. Han blir under sin exkursion tillfångatagen av Rousseau som berättar sin historia för honom. Sayid lyckas slutligen ta sig från Danielles gömställe och återvänder till stranden. Med sig tog han några av Rousseaus kartor över ön. Han försöker med Shannons hjälp översätta kartorna. Så småningom inleder Shannon och Sayid också en relation. Efter att Sayid och Shannon sett Walt i djungeln springer Shannon efter Walt. Sayid bevittnar då när Ana Lucia skjuter Shannon, och hon dör sedan i hans armar.
En tid senare tar Rousseau med sig Sayid till en man hon tillfångatagit. Mannen säger att hans namn är Henry Gale, och att han kraschat med en luftballong på ön cirka fyra månader tidigare. Sayid tar med sig Henry Gale till Svanen och berättar för Locke om honom. Sayid ber Locke att ändra kombinationen till vapenrummet, så han kan ta reda på mer information genom att tortera Henry där. Charlie, Ana Lucia och Sayid får en karta av Henry som visar var den påstådda ballongen kraschade i djungeln. De tre ger sig in i djungeln och upptäcker den riktiga Henry Gales grav tillsammans med ballongen.
När Kate och Sawyer återvänder till de överlevandes läger, ger sig Sayid, Locke, Kate och Rousseau iväg för att rädda Jack. De fyra anländer till Flamman, där de möter Mikhail, mannen de överlevande tidigare sett från kontrollrummet på Pärlan. Efter ett handgemäng besegras Mikhail av Sayid och Kate, som binder honom. Sayid går ner i Flammans källare och plockar åt sig några kartor över de olika stationerna. Gruppen följer kartorna för att ta sig till barackerna, tills de stöter på ett staket, där Mikhail faller ihop, till synes död. De fyra resterande kommer sedan fram till De andras läger, där de ser Jack. Den kvällen infiltrerar Sayid och Kate barackerna, bara för att bli kidnappade. Nästa dag blir Sayid, Kate, Jack och Juliet gasförgiftade och när de vaknar upp är alla De andra borta.
Gruppen återvänder till stranden och under resan försöker Sayid förhöra Juliet, men hon säger att om hon berättar allt för honom kommer han att döda henne. Sayid får snart vetskap om Naomi, och efter att ha talat med henne ger hon honom sin satellit-telefon. Nästa dag berättar Jack och Juliet för Sayid om deras plan att förstöra De andra. Planen innebär att Sayid stannar på stranden tillsammans med Jin och Bernard för att överfalla De andra.
När de överlevande delas upp i två grupper väljer Sayid att stanna hos Jack. Han gör en byteshandel med Locke för Charlotte, som han för tillbaka till Jack och helikoptern. Eftersom Charlotte inte ville åka till båten åker Sayid, Desmond och en död Naomi med i helikoptern. Under helikopterturen blir Sayid vittne till Desmonds tidsresor. I båten hjälper Sayid Desmond att kommunicera med Penny för att sätta stopp för Desmonds tidsresor. Senare träffar de Michael, som berättar för Sayid att han är Bens spion på båten. Sayid och Desmond blir vittnen till Keamys återkomst till båten efter sitt misslyckade försök att fånga Ben. Sayid och Desmond fruktar Keamys avsikter och Sayid övertalar kaptenen att ge honom och Des en båt för att återvända till ön, i hopp om att rädda så många som möjligt genom att ta dem från ön till båten.
Väl tillbaka på stranden går Sayid och Kate in i djungeln för att söka efter Jack och Sawyer. Han och de andra genomför ett framgångsrikt bakhåll mot Keamy och hans legosoldater. Efter detta stiger Sayid och Kate tillsammans med Jack, Hurley, Sawyer och Lapidus på helikoptern. De kan landa på fartyget, men blir snabbt informerade om att fartyget är på väg att explodera. De hinner snabbt tanka, plocka upp Desmond, Sun och Aaron innan de måste lyfta. På vägen tillbaka till ön ser de ett vitt ljus innan hela ön tycks sjunka under vågorna. Helikoptern kraschar i vattnet och gruppen driver runt i flera timmar innan de till slut räddas av Penny.

## Efter ön
Efter presskonferensen som hölls av Oceanic Airlines återförenas Sayid äntligen med Nadia. De två gifter sig något senare, men lyckan avbryts plötsligt när Nadia dödas. Sayid beslutar att hålla hennes begravning i hemlandet. På begravningen upptäcker Sayid att Ben spionerar på honom och frågar varför han är efter honom. Ben berättar för Sayid om Nadias mördare, Bakir, som Sayid hämnas på genom att skjuta upprepade gånger. Efter denna händelse börjar Sayid arbeta för Ben som lönnmördare, efter att ha fått veta att Nadias död var en del av en större plan iscensatt av Charles Widmore.
Senare ses Sayid arbeta för en välgörenhetsorganisation som bygger bostäder i Dominikanska republiken. John Locke besöker honom för att be Sayid åka med honom tillbaka till ön, men han vägrar.
I samband med att Sayid fritar Hurley från Santa Rosa Mental Hospital, Los Angeles dödar Sayid en man som var stationerad framför mentalsjukhuset. Sayid skadas i ett slagsmål på sitt motell och Hurley tar hem honom och får sin far att ta Sayid till Jack för behandling. Efter att Sayid vaknat upp vägrar han att samarbeta med Jack och Ben i deras plan att återvända till ön.
Av okänd anledning befinner Sayid sig ändå på Flight 316 nästa dag.